# Дроздовидная кукушка
Дроздовидная кукушка (лат. Morococcyx erythropygus) — вид птиц из подсемейства бегающих кукушек (Neomorphinae), обитающий в Северной и Центральной Америке, единственный представитель одноимённого рода Morococcyx. В составе вида выделяют два подвида: M. e. erythropygus (Lesson, 1842) и М. e. mexicanus Ridgway, 1915.

## Описание
Длина тела 25—28 см. Половой диморфизм у дроздовидной кукушки отсутствует. Оперение на груди у номинативного подвида  М. е. erythropygus красновато-коричневого цвета, окраска сверху от серо-коричневого до оливково-коричневого цвета. Примечательны жёлто-синие лишённые перьев кольца вокруг глаз, которые окружены чёрным оперением. Подклювье жёлтое, верхняя часть клюва окрашена в чёрный цвет. Рулевые перья хвоста бурые, ноги длинные, цвет их от  коричневого до жёлтого. Подвид M. e. mexicanus в среднем больше и окрашен бледнее.
Название рода Morococcyx связано с яркой окраской лицевой части и происходит от греческих слов „moros”  (клоун) и др.-греч. κόκκυ — кукушка.

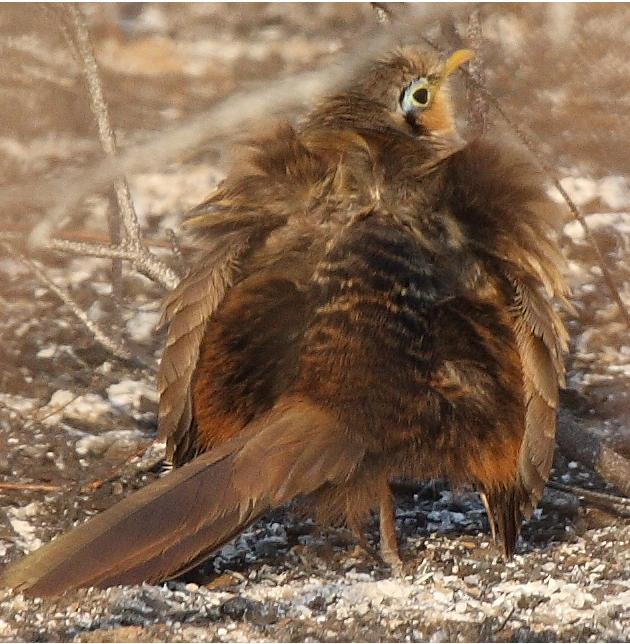
Птенец

## Распространение и биотопы
Дроздовидная кукушка обитает в аридных и семиаридных открытых ландшафтах, лесных опушках и плантациях, например, плантациях агавы. Ареал подвида дроздовидной кукушки М. е. еrythropygus простирается от южной Мексики (штат Оахака) до северо-западной Коста-Рики. Ареал подвида M. e. mexicanus простирается  вдоль Тихого океана в Мексике к северу до штата Синалоа. 
Численность этого вида составляет 50000 до 499999 особей. Кроме того, ареал достаточно велик, так что МСОП рассматривает  дроздовидную кукушку как вид находящийся вне опасности.

## Образ жизни
Пища состоит, в основном, из насекомых, главным образом, жуков и прямокрылых, которых она ловит как на земле, так и в кустарниковом ярусе.  Гнездо этот вид строит на земле, в воспитании потомства участвуют оба родителя. Склонности к факультативному гнездовому паразитизму отмечено не было.